# Ernst Eduard Wiltheiss

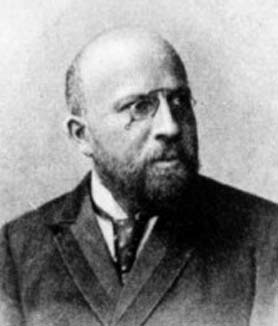
Ernst Eduard Wiltheiss

Ernst Eduard Wiltheiss (* 12. Juni 1855 in Worms; † 7. Juli 1900 in Halle) war ein deutscher Mathematiker und Gründungsmitglied der Deutschen Mathematiker-Vereinigung. Wiltheiss Forschungsschwerpunkt war den hyperelliptischen und Abel’schen Funktionen gewidmet.

## Leben
Nach dem Studium der Mathematik an der Universität Gießen und der Universität Berlin promovierte er bei Karl Weierstraß und Ernst Kummer am 5. Juli 1879 mit der Dissertation Die Umkehrung einer Gruppe von Systemen allgemeiner hyperelliptischer Differentialgleichungen. Am 25. April 1881 wurde er an der Vereinigten Universität Halle-Wittenberg habilitiert. Ab Dezember 1886 war er dort als außerordentlicher Professor tätig und im Sommer 1892 erfolgte eine vorzeitige Emeritierung aufgrund eines schweren Gehirnleidens, an dem er schließlich verstarb.

## Ehrungen
1886 wurde er zum Mitglied der Deutschen Akademie der Naturforscher Leopoldina gewählt.

## Schriften
- Die partiellen Differentialgleichungen der Abel’schen Thetafunctionen dreier Argumente. In: Math. Annalen. 38, 1891, S. 1–23.
- Partielle Differentialgleichungen der hyperelliptischen Thetafunctionen und der Perioden derselben. In: Math. Annalen. 31, 1888, S. 134–155.
- Über die Potenzreihen der hyperelliptischen Thetafunctionen. In: Math. Annalen. 31, 1888, S. 410–423.
- Die partiellen Differentialgleichungen der hyperelliptischen Thetafunctionen. In: Math. Annalen. 33, 1889, S. 267–290.